# Società Thule
La Società Thule (Thule-Gesellschaft in tedesco) fu un'organizzazione razzista, fortemente antisemita e populista (völkisch), creata nel 1910 da Rudolf von Sebottendorff. Fu così chiamata dal nome della leggendaria isola di Thule descritta dall'esploratore greco Pitea, ritenuta dalle popolazioni tedesche loro mitica terra d'origine, e dal poeta romano Virgilio nelle Georgiche ("L'ultima Thule" con cui indica la fine del mondo conosciuto). Secondo Hans Thomas Hakl, alla nascita della Società, il contenuto esoterico e occultistico era pressoché assente.
Alla caduta della monarchia tedesca, il 18 agosto 1918, venne trasferita a Monaco di Baviera su iniziativa di Rudolf Glauer. Dopo il suo trasferimento a Monaco di Baviera, la Società si impegnò unicamente come forza politica anti-rivoluzionaria con lo scopo di combattere sia la Rivoluzione di novembre del 1918-1919 sia lo Stato libero di Baviera, proclamato da Kurt Eisner il 7 novembre 1918 a Monaco, e, ancor più, la successiva Repubblica bavarese dei Consigli, nata dopo l'assassinio di Kurt Eisner. Quando quest'ultima venne soppressa nel sangue dall'esercito governativo anti-rivoluzionario spalleggiato dai Freikorps, organizzazioni paramilitari di destra, si perse la sua ragion d'essere, tanto che nel 1925 fu sciolta. 
All'apice del suo successo, nel 1919, contava meno di 2000 iscritti.

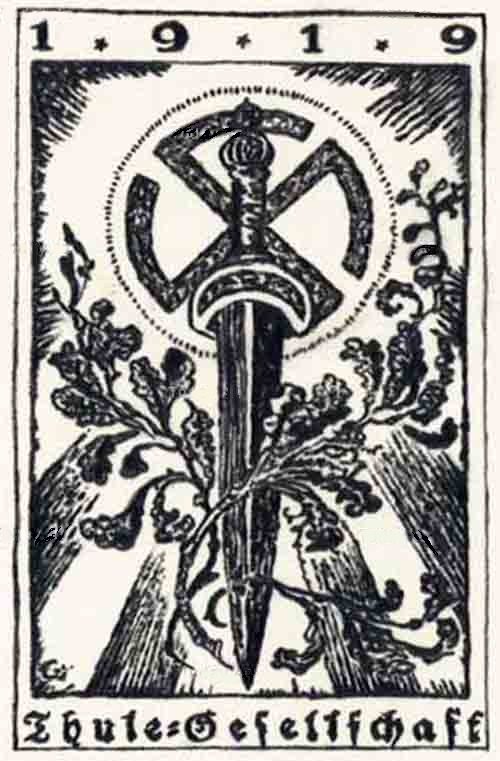
emblema della società di Thule

In anni più recenti una Società Thule riemerse nell'ambito della fiction e delle teorie complottistiche.
(Motto della società Thule)

## Storia
La Società venne fondata nel 1910 dal Rudolf von Sebottendorff, massone, astrologo e alchimista e Felix Niedner, un filologo e storico dell'Università di Berlino noto per le sue traduzioni in tedesco dal norreno come l'Edda in prosa e soprattutto per aver curato la pubblicazione della collana Thule, in 24 volumi, tra il 1911 e il 1930, quale raccolta di prosa e poesia norrena e più in generale germanica, avvalendosi di studiosi come Walter Baetke, Felix Genzmer, Paul Herrmann e Andreas Heusler. Fu subito caratterizzata da un acceso nazionalismo e da un intenso antisemitismo. 
Venne trasferita il 18 agosto 1918 a Monaco, su iniziativa di Rudolf Glauer, barone Rudolf von Sebottendorff di adozione, capo del ramo bavarese del Germanenorden, di cui la Thule stessa era, almeno inizialmente, un'affiliazione. Thule-Gesellschaft era il nome di un gruppo di studiosi di storia tedesca, esistente da parecchi anni, sotto la direzione di Walter Nauhaus, il quale autorizzò von Sebottendorff ad utilizzare questo nome come pseudonimo del Germanenorden Walvater. Il Germanenorden era un gruppo segreto di studiosi di storia tedesca, formatosi a Berlino nel 1912 e diretto prima di allora da Theodor Fritsch, Phillip Stauff e Hermann Pohl. Durante la prima guerra mondiale si divise in due gruppi, l'originale Germanenorden e il Germanenorden Walvater.
Lo storico Peter Levenda scrive tra l'altro, riferendosi ad eventi del novembre 1918: "La Thule, società mistica ispirata agli scritti teosofici di Guido von List e Lanz von Liebenfels, ovvero a un coacervo di religioni orientali, teosofia, antisemitismo, racconti del Graal, mistificazione runica e paganesimo nordico, si riunisce ogni sabato nelle ampie sale dell'elegante hotel Vier Jahreszeiten di Monaco. In città i membri sono all'incirca duecentocinquanta, ma in Baviera se ne contano più di millecinquecento".
Il 7 novembre 1918 Kurt Eisner, intellettuale ebreo e sostenitore della Lega delle Nazioni, proclamò la nascita di una Repubblica Socialista a Monaco, destando le ire dei nazionalisti tedeschi che temevano la realizzazione del disegno di Marx e Engels in tutta la Baviera, ovvero in tutta la Germania con una Repubblica Socialista a Berlino. Il 9 novembre 1918 von Sebottendorff pronunciò un appassionato discorso davanti alla Thule, incitando i membri a una resistenza contro l'Armata Rossa, e divenendo il capo della Thule di Monaco.
Nel febbraio del 1919 Eisner venne assassinato in un'azione isolata da un ex membro della Società Thule, Anton Graf von Arco auf Valley, escluso a causa delle sue parziali origini ebraiche. È possibile che von Arco abbia agito con la speranza di ottenere una riabilitazione da parte della loggia.
La forza politica anti-rivoluzionaria combatté infine la successiva Repubblica Bavarese dei Consigli, nata dopo l'assassinio di Kurt Eisner. Quando quest'ultima venne soppressa nel sangue dall'esercito governativo anti-rivoluzionario spalleggiato dai Freikorps, organizzazioni paramilitari di destra, si perse la sua ragion d'essere, tanto che nel 1925 fu sciolta. 

### Membri
Vide tra i suoi adepti Karl Harrer, Dietrich Eckart, Anton Drexler, Rudolf Hess, Alfred Rosenberg, Hans Frank, Karl Eckhardt, Gottfried Feder. Hans Frank, giurista e futuro governatore nazista della Polonia, lavorava all'epoca per una società di ricerche araldiche e genealogiche, guidata dal dott. William Daumenlang, che rimase entusiasta di una propria scoperta, secondo la quale lo stemma degli Hohenzollern conteneva una croce a svastica. Altri membri erano: Karl Fiehler, Wilhelm Frick, Michel Frank, Heinrich Jost, Wolfgang Pongratz, Wilhelm Laforce, Johann Ott, Hans Riemann, Maria Orsitsch, Max Seselmann, Hans-Arnold Stadler, la contessa Hella von Westarp ed il principe Gustavo di Thurn und Taxis. La Loggia Thule rischiò di scomparire durante l'insurrezione socialista del 1918-1919, quando alcuni fra i suoi più influenti membri, fra questi il principe Thurn und Taxis, vennero trucidati per ordine dei commissari del popolo ebrei, Tobias Axelros, Eugenio Levine e Max Lieven, dopodiché la Società si riorganizzò rapidamente attraverso la collaborazione di personalità fra le quali spiccavano lo studioso di geopolitica Karl Haushofer, Gottfrid Feder, Dietrich Eckart, Alfred Rosenberg, Rudolf Hess e lo stesso Hitler, allora uno sconosciuto caporale.

### Organo di stampa
Rudolf von Sebottendorff acquistò nel 1918 il Münchener Beobachter, un piccolo settimanale locale stampato per la prima volta nel 1868. Sebottendorff lo rinominò Münchener Beobachter und Sportblatt, facendone l'organo di stampa ufficiale della Thule. Dietrich Eckart fornì la somma necessaria all'acquisto, sebbene von Sebottendorff provenisse da una famiglia molto ricca. Nel 1919, Sebottendorff incaricò Georg Müller della direzione del giornale, e fra i suoi collaboratori scelse Wilhlem Laforce, Marc Sesselmann e Gottfriend Feder. Anni più tardi, il giornale avrebbe cambiato di nuovo nome e sarebbe diventato il Völkischer Beobachter, l'organo di stampa ufficiale del Partito Nazista.

### Eredità
L'eredità ideologica della società Thule fu raccolta dal Partito Nazionalsocialista Tedesco dei Lavoratori. Adolf Hitler e il suo movimento forgiarono il loro pensiero iniziando la loro scalata politica proprio all'ombra di personaggi controversi come Glauer ed Eckart. Hitler fu iniziato alla Società Thule nel 1919 da Dietrich Eckart, che in quel periodo ne era il leader. Hitler dedicò successivamente il Mein Kampf a Eckart. Non ci sono testimonianze in merito al fatto che, dopo l'iniziazione, Hitler abbia preso parte a riunioni della Thule. Nel 1920, Hitler diventerà la guida del Partito Nazionalsocialista.

## Ideologia e influenze
La Società Thule attinse a piene mani dalle teorie del professore di geopolitica Karl Haushofer, convinto assertore del ritorno della grande Germania e dell'espansione ad est al fine di costituire un solido "spazio vitale" che avrebbe a sua volta garantito il dominio sul mondo, dagli insegnamenti di un singolare monaco cistercense allontanato dalla Chiesa cattolica, Adolf Lanz von Liebenfels, fondatore dell'"Ordine dei Nuovi Templari", una sorta di setta che predicava l'esistenza della razza superiore formata dagli ariani, ritenuti semidei col compito di liberare il mondo dagli ebrei. La Società Thule si ispirò molto anche al Buddhismo tibetano deformandone i contenuti, ed anche alle dottrine esoteriche di madame Helena Petrovna Blavatsky, la celebre medium e occultista, fondatrice della Società Teosofica Internazionale, che sosteneva di essere in contatto telepatico con gli antichi "Maestri sconosciuti", i sopravvissuti di una razza eletta, che sarebbe vissuta tra Tibet e Nepal, i quali si sarebbero rifugiati in seguito a una spaventosa catastrofe nelle viscere della terra, dove avrebbero fondato una straordinaria civiltà sotterranea, la mitica Agarthi.

## Nella cultura di massa
La Società Thule appare in numerose opere narrative fantastiche. Tra queste:
- Nel film Fullmetal Alchemist - The Movie: Il conquistatore di Shamballa.
- Nel film Hellboy di Guillermo del Toro (2004), nel quale i membri della Società tentano, con l'aiuto di Rasputin, attraverso riti occulti, di liberare gli Ogdru Jahad, i sette mitologici dei del caos.
- Nei videogiochi Return to Castle Wolfenstein, citata in una lettera; Wolfenstein e Dracula 3: Il sentiero del drago.
- Nel videogioco Bloodrayne uno dei boss è un sacerdote della Società Thule
- Nell'ottava e nella dodicesima stagione della serie televisiva Supernatural.
- Nel romanzo La Pergamena perduta dell'Alchimista del 2018 di Roberto Loizzo.
- Nel romanzo Il Simbolo nascosto dei Dannati del 2020 di Roberto Loizzo